# Fortune Island (Filippine)
Fortune Island è un'isola di villeggiatura della provincia di Batangas nelle Filippine. L'isola,  di 0,27 km2, si trova circa 14 km al largo della costa di Nasugbu a Batangas.

## Proprietà e sviluppo
Fortune Island era un tempo un'isola privata di proprietà di Laurentina Pestano. Fu ceduta al governo ed è ora di proprietà di José Antonio Leviste, un ex governatore di Batangas. Leviste aprì il Fortune Island Resort Club sull'isola nel 1995. Il centro di villeggiatura sulla spiaggia fu costruita lungo una striscia di 20 m di sabbia bianca preesistente. Molte case vacanze si affacciano sull'acqua. Il centro di villeggiatura offre una piscina di acqua salata, un circolo,  cabine, un campo da pallacanestro, un'elisuperficie, un dissalatore per il consumo di acqua dolce e un piccolo serpentario, ossia un rettilario per serpenti. La spiaggia ha anche un'acropoli con colonne e statue greche sul bordo dell'isola che sovrasta il mare. C'è anche un museo dedicato alla San Diego, una nave da guerra spagnola che affondò al largo dell'isola (vedi sotto).

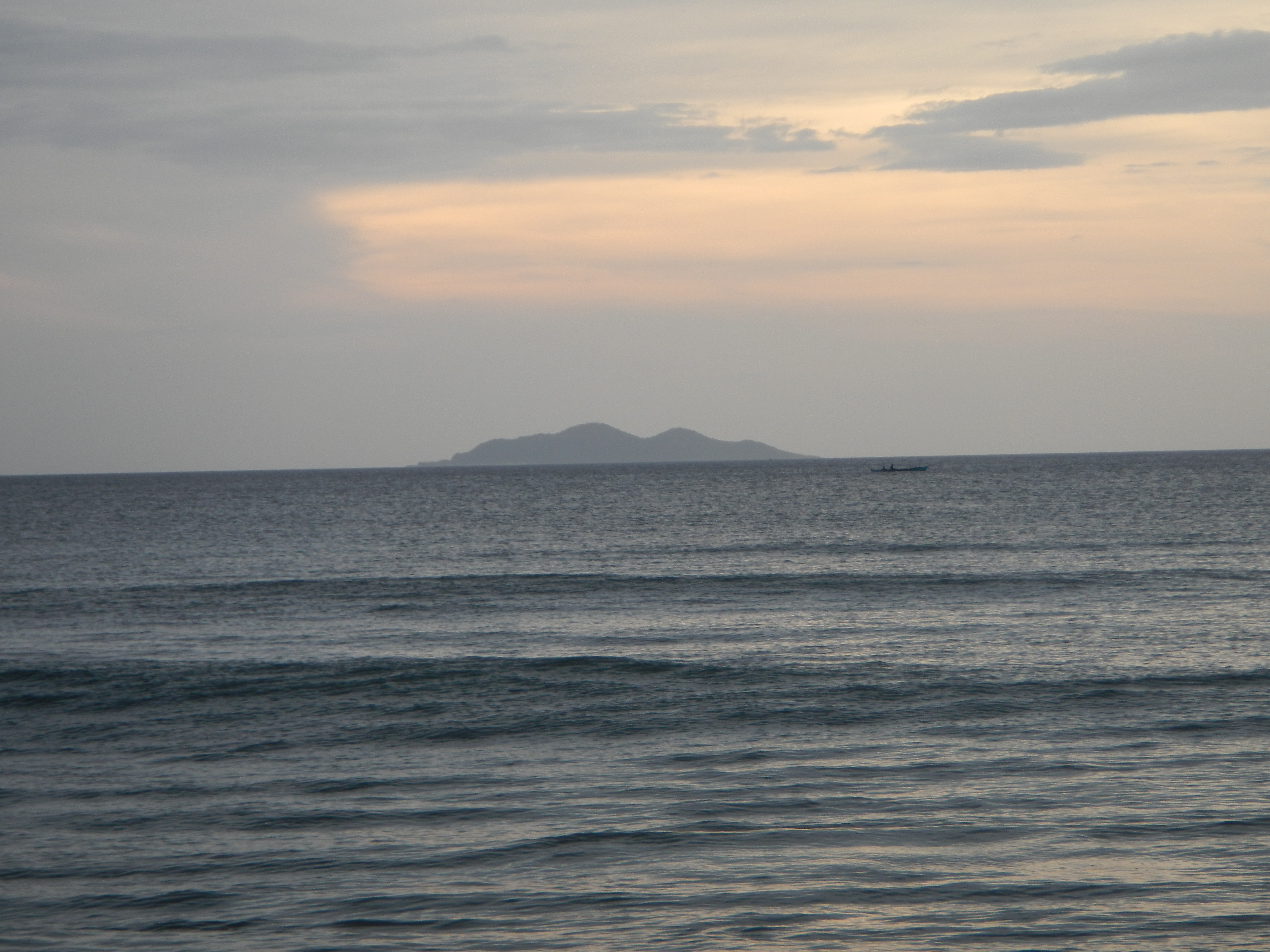
Veduta dell'isola da Nasugbu

Quest'isola è stata da allora frazionata in sette lotti intestati a quel che si dice a nome di tre società: Fortune Resort Club, Inc., Meridian Pacific Hotel Corp. e Batangas Bay Development, Inc. Leviste o detiene la maggioranza delle azioni o ha interessi in queste società.
Alcuni funzionari governativi credono che l'acquisto della proprietà di Fortune Island da parte di Leviste sia stato viziato da "procedure fraudolente" sia per quanto riguarda i titoli giudiziari che amministrativi. Questi funzionari ritengono infatti che questi titoli non avrebbero mai dovuto mai essere concessi per due ragioni: in primo luogo, l'isola è classificata come riserva marina in base al Proclama 1801, emanato nel 1978 dal presidente Ferdinand Marcos e, in secondo luogo, in base alla Sezione 16 del Decreto presidenziale (il Codice delle foreste rivisitato Forestry), che prevede che "le aree inferiori a 250 ettari che sono distanti da, o non contigue a, qualsiasi terremo certificato alienabile e cedibile" sono "aree necessarie a fini forestali e non possono, pertanto, essere classificate come terreno alienabile e cedibile". Alcuni funzionari governativi asseriscono inoltre che suddividere Fortune Island in lotti sia stato un "espediente" per aggirare le leggi ambientali e altre relative.

## Relitti
Fu vicino a quest'isola (approssimativamente 900 m a nordovest dell'isola) che il galeone San Diego fu affondato il 14 dicembre 1600 dalla nave da guerra Mauritius al comando dell'ammiraglio Oliver Van Noort. Il relitto fu scoperto nel 1992 dall'archeologo subacqueo Franck Goddio.
L'isola è stata anche il sito di naufragi moderni. Il 13 dicembre 1995, la MV Kimelody Cristy, un traghetto passeggeri posseduto e gestito dalla Moreta Shipping Lines Incorporated, prese fuoco e affondò al largo di Fortune Island mentre era in viaggio per Mindoro, lasciando 17 persone morte e 16 persone disperse. Il 18 settembre 1998, la MV Princess of the Orient, un traghetto passeggeri di proprietà della Sulpicio Lines, salpò durante un tifone in viaggio per Cebu da Manila e affondò al largo di Fortune Island, producendo come risultato la morte di 70 persone.